# Tautomeri
Tautomeri, eller med en äldre benämning desmotropi, är en form av isomeri där två strukturisomerer, tautomerer, står i snabb jämvikt med varandra. Detta gör att är de olika tautomererna normalt är omöjliga att isolera; de kan dock förekomma i olika utsträckning i olika media. Följande former av protonskiftstautomeri förekommer:

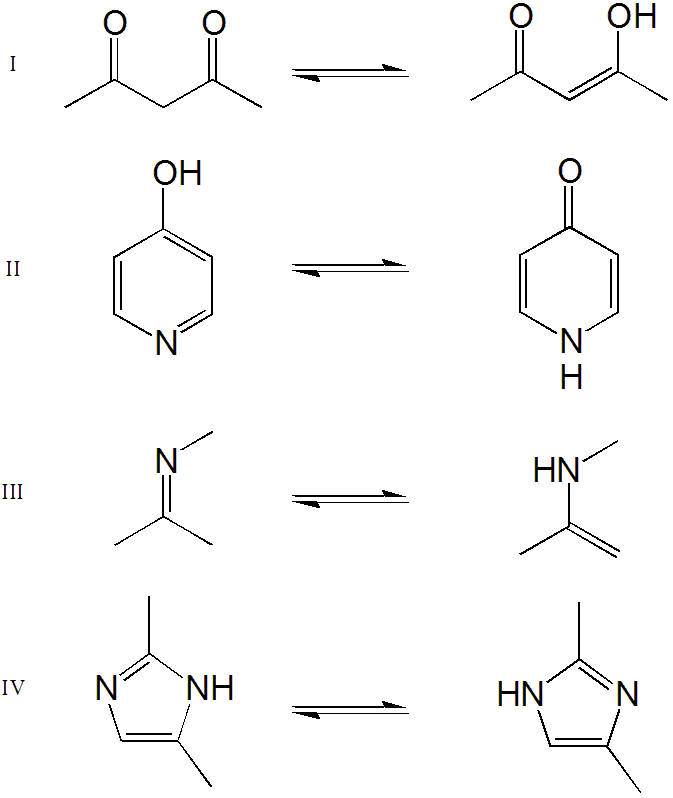
I. 2,4-Pentandion står i jämvikt med motsvarande enol, i vatten föreligger cirka 84 % som keton och 16 % som enol
II. 4-Pyrinol föreligger främst i sin fenolform i gasfas, men som sin ketoform i etanollösning
III. Isopropylidenmetylamin främst i sin iminform, men kan i vissa reaktioner uppföra sig som en enamin
IV. 2,5-Dimetyl-1H-imidazol kan uppträda som 2,4-dimetyl-1H-imidazol.

- 1. Keto-enol-tautomeri är den vanligaste formen av tautomeri och förekommer i aldehyder, ketoner och med dem besläktade föreningar (egentligen karbonylföreningar med en eller flera väten på α-kolet).

- 2. Fenol-keto-tautomeri där en form utgörs av en fenol och den andra utgörs av motsvarande cykliska keton.

- 3. Imin-enamin-tautomeri är en tautomeri där iminer står i jämvikt med enaminer. Generellt är iminen den dominerande formen.

- 4. Ringtautomeri är en tautomeri där en proton kan sitta på olika positioner i en ring. Denna tautomeri är dock ofta tämligen långsam, varför klassificeringen som tautomeri kan vara tveksam.

- 5. Övriga protonskiftsisomerier av formen (X=Y–Z–H ⇌ H–X–Y=Z) exempelvis: azometin-azometin-, amid-imidsyra, nitoso-oxim-, nitro-aci-nitro-tautomeri.

Valenstautomeri är en speciell form av tautomeri som dock är av begränsad praktisk nytta.